# 卡利尼夫希納 (喬爾特基夫區)
49°2′47″N 25°44′10″E / 49.04639°N 25.73611°E
卡利尼夫希納（烏克蘭語：Калинівщина），是烏克蘭的村落，位於該國西部捷爾諾波爾州，由喬爾特基夫區負責管轄，面積1.66平方公里，海拔高度243米，2001年人口470，人口密度每平方公里283.13人。